# August von Sachsen (1589–1615)
August von Sachsen (* 7. September 1589 in Dresden; † 26. Dezember 1615 in Naumburg) aus der albertinischen Linie der Wettiner war Verweser des Bistums Naumburg.

## Leben
August war der jüngste Sohn des Kurfürsten Christian I. von Sachsen (1560–1591) aus dessen Ehe mit Sophie (1568–1622), Tochter des Kurfürsten Johann Georg von Brandenburg. Seine älteren Brüder Christian II. und Johann Georg I. waren nacheinander Kurfürsten von Sachsen. Von letzterem erhielt August eine jährliche Rente von 21.000 Gulden sowie das Amt Senftenberg.
Er heiratete am 1. Januar 1612 in Dresden Elisabeth (1593–1650), Tochter des Herzogs Heinrich Julius von Braunschweig-Wolfenbüttel. Die Ehe blieb kinderlos.
August studierte an der Universität Wittenberg, wo man Wolfgang Hirschbach die Aufgabe übertrug, den jungen Adligen in seiner Ausbildung anzuleiten. Während dieser Zeit führte er vom Wintersemester 1601–1606 das Rektorat der Hochschule, die akademische Präsenz des Amtes führte ein Prorektor. Er starb in Dresden erst 26-jährig eines plötzlichen Todes und wurde im Freiberger Dom bestattet.

## Vorfahren
| Ururgroßeltern     | Herzog Albrecht der Beherzte (1443–1500) ⚭ 1464 Sidonie von Böhmen (1449–1510)          | Herzog Magnus II. (1441–1503) ⚭ 1478 Sophie von Pommern (1460–1504)                     | König Friedrich I. (1471–1533) ⚭ 1502 Anna von Brandenburg (1487–1514)                  | Herzog Magnus I. von Sachsen-Lauenburg (1470–1543) ⚭ 1509 Katharina von Braunschweig-Wolfenbüttel (1488–1563) | Kurfürst Joachim I. (1484–1535) ⚭ 1502 Elisabeth von Brandenburg (1485–1555)                        | Herzog Georg von Sachsen (1471–1539) ⚭ 1496 Barbara von Polen (1478–1534)                           | Markgraf Friedrich II. von Brandenburg (1460–1536) ⚭ 1479 Sofia Jagiellonka (1464–1512)             | Karl I. (1476–1536) ⚭ 1488 Anna von Sagan                                                           |
| Urgroßeltern       | Herzog Heinrich der Fromme (1473–1541) ⚭ 1512 Katharina von Mecklenburg (1487–1561)     | Herzog Heinrich der Fromme (1473–1541) ⚭ 1512 Katharina von Mecklenburg (1487–1561)     | König Christian III. (1503–1559) ⚭ 1525 Dorothea von Sachsen-Lauenburg (1511–1571)      | König Christian III. (1503–1559) ⚭ 1525 Dorothea von Sachsen-Lauenburg (1511–1571)                            | Kurfürst Joachim II. (1505–1571) ⚭ 1524 Magdalene von Sachsen (1507–1534)                           | Kurfürst Joachim II. (1505–1571) ⚭ 1524 Magdalene von Sachsen (1507–1534)                           | Herzog Georg von Brandenburg-Ansbach (1484–1543) ⚭ 1525 Hedwig von Münsterberg-Oels (1508–1531)     | Herzog Georg von Brandenburg-Ansbach (1484–1543) ⚭ 1525 Hedwig von Münsterberg-Oels (1508–1531)     |
| Großeltern         | Kurfürst August von Sachsen (1526–1586) ⚭ 1548 Anna von Dänemark (1532–1585)            | Kurfürst August von Sachsen (1526–1586) ⚭ 1548 Anna von Dänemark (1532–1585)            | Kurfürst August von Sachsen (1526–1586) ⚭ 1548 Anna von Dänemark (1532–1585)            | Kurfürst August von Sachsen (1526–1586) ⚭ 1548 Anna von Dänemark (1532–1585)                                  | Kurfürst Johann Georg von Brandenburg (1525–1598) ⚭ 1548 Sabina von Brandenburg-Ansbach (1529–1575) | Kurfürst Johann Georg von Brandenburg (1525–1598) ⚭ 1548 Sabina von Brandenburg-Ansbach (1529–1575) | Kurfürst Johann Georg von Brandenburg (1525–1598) ⚭ 1548 Sabina von Brandenburg-Ansbach (1529–1575) | Kurfürst Johann Georg von Brandenburg (1525–1598) ⚭ 1548 Sabina von Brandenburg-Ansbach (1529–1575) |
| Eltern             | Kurfürst Christian I. von Sachsen (1560–1591) ⚭ 1582 Sophie von Brandenburg (1568–1622) | Kurfürst Christian I. von Sachsen (1560–1591) ⚭ 1582 Sophie von Brandenburg (1568–1622) | Kurfürst Christian I. von Sachsen (1560–1591) ⚭ 1582 Sophie von Brandenburg (1568–1622) | Kurfürst Christian I. von Sachsen (1560–1591) ⚭ 1582 Sophie von Brandenburg (1568–1622)                       | Kurfürst Christian I. von Sachsen (1560–1591) ⚭ 1582 Sophie von Brandenburg (1568–1622)             | Kurfürst Christian I. von Sachsen (1560–1591) ⚭ 1582 Sophie von Brandenburg (1568–1622)             | Kurfürst Christian I. von Sachsen (1560–1591) ⚭ 1582 Sophie von Brandenburg (1568–1622)             | Kurfürst Christian I. von Sachsen (1560–1591) ⚭ 1582 Sophie von Brandenburg (1568–1622)             |
| August von Sachsen |                                                                                         |                                                                                         |                                                                                         | | | | | |